# Острів (Демидівська селищна громада)
О́стрів — село в Україні, у Демидівській селищній громаді Дубенського району Рівненської області. Населення становить 460 осіб.

## Історія
7 (20) листопада 1917 року, відповідно до Третього Універсалу Української Центральної Ради, увійшло до складу Української Народної Республіки.
12 червня 2020 року, відповідно до розпорядження Кабінету Міністрів України № 722-р від «Про визначення адміністративних центрів та затвердження територій територіальних громад Рівненської області», увійшло до складу Демидівської селищної громади Демидівського району.
19 липня 2020 року, в результаті адміністративно-територіальної реформи та ліквідації Демидівського району, село увійшло до складу Дубенського району.

## Населення

### Мова
Розподіл населення за рідною мовою за даними перепису 2001 року:
| Мова       | Кількість | Відсоток |
| ---------- | --------- | -------- |
| українська | 517       | 99.81%   |
| російська  | 1         | 0.19%    |
| Усього     | 518       | 100%     |

## Люди
У селі народилася Захарчук-Чугай Раїса Володимирівна (1936—2019) — український мистецтвознацець.

### Учасники Другої світової війни
- Юхимчук Іван Гнатович
- Дубовий Карл Альбінович